# نهر تابي

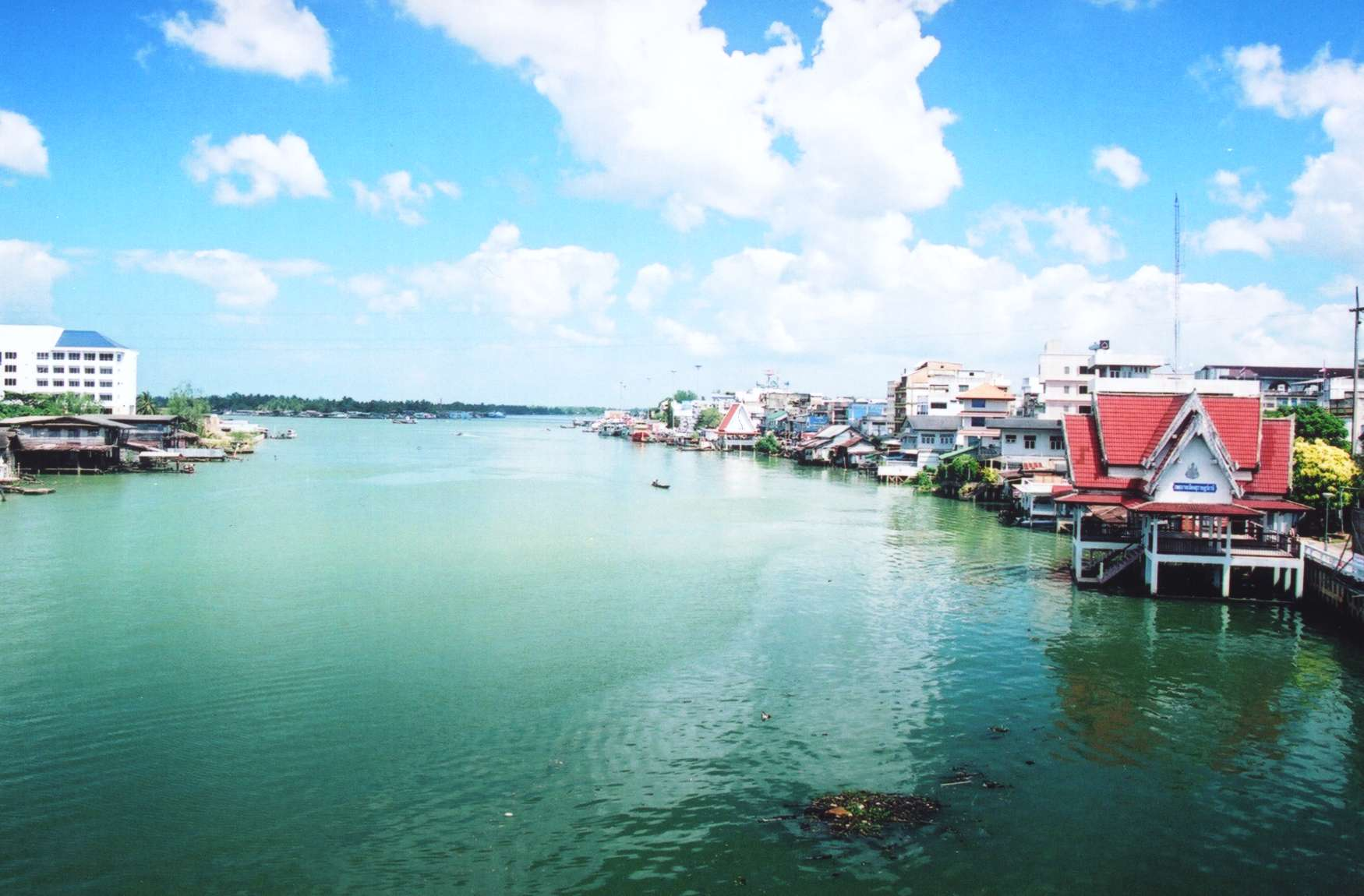
الواجهة البحرية في محافظة سورات ثاني

نهر تابي (بالتايلاندية:แม่น้ำตาปี) و (بالإنجليزية:Tapi River) هو أطول نهر في جنوب تايلاند ويصب في خليج تايلاند في محافظة سورات ثاني ويبلغ طوله 230 كيلومترا .